# Karl Borchardt (Missionar)
Karl Borchardt MSC (* 4. Februar 1887 in Hamburg; † 18. März 1943 in der Bismarcksee) war ein deutscher römisch-katholischer Geistlicher, Ordensmann, Missionar und Märtyrer.

## Leben
Karl Borchardt wuchs in Hamburg auf. Er trat 1906 in die Gemeinschaft der Hiltruper Missionare ein und wurde 1912 zum Priester geweiht. Er ging in die Mission und landete am 24. November 1913 zusammen mit Pater August Kleintitschen (1872–1942) und Bruder Franz Knepper (1881–1941) als erste katholische Missionare auf der Insel Manus, Papua-Neuguinea. Nach Weggang der Mitbrüder kam 1923 der Niederländer Pater Bernhard van Klaarwater (1896–1943) hinzu. Nach der Besetzung von Papua-Neuguinea durch japanische Invasionstruppen 1942 wurde er am 18. März 1943 zusammen mit Bischof Josef Lörks, Pater van Klaarwater   und zahlreichen weiteren Missionaren und Ordensschwestern auf dem Zerstörer Akikaze hingerichtet und ins Meer geworfen.

## Gedenken
Die Römisch-katholische Kirche in Deutschland hat Pater Karl Borchardt als Märtyrer in das deutsche Martyrologium des 20. Jahrhunderts aufgenommen.